# Episodi di Tarzan (serie televisiva 1966) (prima stagione)
La prima stagione della serie televisiva Tarzan è andata in onda negli Stati Uniti dall'8 settembre 1966 al 14 aprile 1967 sulla NBC.
| nº | Titolo originale                | Prima TV USA      | Titolo italiano             | Prima TV Italia |
| -- | ------------------------------- | ----------------- | --------------------------- | --------------- |
| 1  | Eyes of the Lion                | 8 settembre 1966  | Gli occhi del leone         |                 |
| 2  | The Ultimate Weapon             | 16 settembre 1966 |                             |                 |
| 3  | Leopard on the Loose            | 23 settembre 1966 | Libertà per un leopardo     |                 |
| 4  | A Life for a Life               | 30 settembre 1966 | Una vita da salvare         |                 |
| 5  | The Prisoner                    | 7 ottobre 1966    |                             |                 |
| 6  | The Three Faces of Death        | 14 ottobre 1966   |                             |                 |
| 7  | The Prodigal Puma               | 21 ottobre 1966   | Il puma coraggioso          |                 |
| 8  | The Deadly Silence (1)          | 28 ottobre 1966   | Silenzio mortale - 1ª Parte |                 |
| 9  | The Deadly Silence (2)          | 4 novembre 1966   | Silenzio mortale - 2ª Parte |                 |
| 10 | The Figurehead                  | 11 novembre 1966  |                             |                 |
| 11 | Village of Fire                 | 18 novembre 1966  |                             |                 |
| 12 | The Day of the Golden Lion      | 2 dicembre 1966   |                             |                 |
| 13 | Pearls of Tanga                 | 9 dicembre 1966   | Le perle dei tanga          |                 |
| 14 | The End of the River            | 16 dicembre 1966  | La fine del fiume           |                 |
| 15 | The Ultimate Duel               | 23 dicembre 1966  |                             |                 |
| 16 | The Fire People                 | 30 dicembre 1966  |                             |                 |
| 17 | Track of the Dinosaur           | 6 gennaio 1967    |                             |                 |
| 18 | The Day the Earth Trembled      | 13 gennaio 1967   | Il terremoto                |                 |
| 19 | Cap'n Jai                       | 20 gennaio 1967   |                             |                 |
| 20 | A Pride of Assassins            | 27 gennaio 1967   | Il prezzo degli assassini   |                 |
| 21 | The Golden Runaway              | 3 febbraio 1967   |                             |                 |
| 22 | Basil of the Bulge              | 10 febbraio 1967  |                             |                 |
| 23 | Mask of Rona                    | 17 febbraio 1967  |                             |                 |
| 24 | To Steal the Rising Sun         | 24 febbraio 1967  | Il sole nascente            |                 |
| 25 | Jungle Dragnet                  | 3 marzo 1967      |                             |                 |
| 26 | The Perils of Charity Jones (1) | 10 marzo 1967     | Charity Jones - 1ª Parte    |                 |
| 27 | The Perils of Charity Jones (2) | 17 marzo 1967     | Charity Jones - 2ª Parte    |                 |
| 28 | The Circus                      | 24 marzo 1967     |                             |                 |
| 29 | The Ultimatum                   | 31 marzo 1967     | Ultimatum                   |                 |
| 30 | Algie B for Brave               | 7 aprile 1967     |                             |                 |
| 31 | Man Killer                      | 14 aprile 1967    |                             |                 |

## Eyes of the Lion
- Prima televisiva: 8 settembre 1966
- Diretto da: Charles S. Dubin
- Scritto da: George F. Slavin

### Trama
- Guest star: Laurie Sibbald (Nara), Ned Romero (Oringa), Alan Caillou (Jason Flood)

## The Ultimate Weapon
- Prima televisiva: 16 settembre 1966
- Diretto da: Paul Stanley
- Scritto da: Don Brinkley
- Soggetto di: John Hawkins

### Trama
- Guest star: Jock Mahoney (Hoby Wallington), Andrew Prine (Peter Haines), Laurence Haddon (Walker Sully), Sheilah Wells (Carrie Haines), Dennis Cross (Jim Haines)

## Leopard on the Loose
- Prima televisiva: 23 settembre 1966
- Diretto da: Paul Stanley
- Scritto da: Oliver Crawford

### Trama
- Guest star: Morgan Jones (Galloway), Ken Scott (Morrisey), Russ Tamblyn (Bell)

## A Life for a Life
- Prima televisiva: 30 settembre 1966
- Diretto da: Robert Day
- Scritto da: Don Brinkley

### Trama
- Guest star: Danica D'Hondt (Calloway), Jan Alvar (Obasi), John Levinson (capitano Whittaker)

## The Prisoner
- Prima televisiva: 7 ottobre 1966
- Diretto da: George Marshall
- Scritto da: Don Brinkley

### Trama
- Guest star: Ken Drake (Dude), Robert DoQui (Dake), Robert J. Wilke (Spooner), Charles Maxwell (Mac), Randolph Sealey (abitante del villaggio), Leroy Worrell (Sonatu), Virgil Richardson (Nahnto), Ena Hartman (Laneen), Woody Strode (Jamayo)

## The Three Faces of Death
- Prima televisiva: 14 ottobre 1966
- Diretto da: Earl Bellamy
- Scritto da: S. J. Loy

### Trama
- Guest star: Woody Strode (Jamayo), Ena Hartman (Laneen), Alan Caillou (Jason Flood)

## The Prodigal Puma
- Prima televisiva: 21 ottobre 1966
- Diretto da: Paul Stanley
- Scritto da: Robert Sabaroff

### Trama
- Guest star: Jan Merlin (Hacker), Rafer Johnson (Spandrell), Gigi Perreau (Sheri Kapinski)

## The Deadly Silence (1)
- Prima televisiva: 28 ottobre 1966
- Diretto da: Robert L. Friend
- Scritto da: Jack H. Robinson, Lee Erwin, Tim Considine, John Considine

### Trama
- Guest star: Jock Mahoney (colonnello), Kenny Washington (Akaba), Virgil Richardson (Tabor), Nichelle Nichols (Ruana), Rudolph Charles (ufficiale), Lupe Garnica (Boru), Jose Chavez (Okala), Gregory Acosta (Chico), Robert DoQui (Metusa), Woody Strode (Marshak)

## The Deadly Silence (2)
- Prima televisiva: 4 novembre 1966
- Diretto da: Robert L. Friend
- Scritto da: John Considine, Tim Considine, Lee Erwin, Jack H. Robinson

### Trama
- Guest star: Jock Mahoney (colonnello), Robert DoQui (Metusa), Virgil Richardson (Tabor), Nichelle Nichols (Ruana), Gregory Acosta (Chico), Jose Chavez (Okala), Lupe Garnica (Boru), Rudolph Charles (ufficiale), Kenny Washington (Akaba), Woody Strode (Marshak)

## The Figurehead
- Prima televisiva: 11 novembre 1966
- Diretto da: Alan Crosland
- Soggetto di: George F. Slavin

### Trama
- Guest star: Ricky Cordell (Prince Shariff), Ronald Long (Toussaint), Anthony Caruso (Grundy), Ken Drake (Karim)

## Village of Fire
- Prima televisiva: 18 novembre 1966
- Diretto da: Hollingsworth Morse
- Scritto da: James Leighton

### Trama
- Guest star: Chuck Wood (Totoni), Nobu McCarthy (dottor Haru), Joel Fluellen (Bwanichi)

## The Day of the Golden Lion
- Prima televisiva: 2 dicembre 1966
- Diretto da: Anton Leader
- Scritto da: Robert L. Goodwin

### Trama
- Guest star: George Murdock (Karl), Curt Lowens (Wilhelm), Virgil Richardson (Notu), Suzy Parker (Laura Keller), Vincent Arias (Bata), Ricardo Adalid (Mustafa), Rockne Tarkington (Ahmid), Chuck Wood (Naftel)

## Pearls of Tanga
- Prima televisiva: 9 dicembre 1966
- Diretto da: R. G. Springsteen
- Scritto da: Sid Saltzman

### Trama
- Guest star: Jorge Martínez de Hoyos (Tanoma), Jack Kelly (Balta), Perla Walter (Lita), Carlos Rivas (Giaco)

## The End of the River
- Prima televisiva: 16 dicembre 1966
- Diretto da: Anton Leader
- Scritto da: Joshua David

### Trama
- Guest star: Michael Witney (Tyler), Eric Davies (Batoba), Adam Wade (sergente), Robert J. Wilke (Gillian), Jill Donohue (Suzanne), George Murdock (Damian)

## The Ultimate Duel
- Prima televisiva: 23 dicembre 1966
- Diretto da: Robert L. Friend
- Scritto da: Cornelius Ballard

### Trama
- Guest star: Carlos Rivas (Askari), Don Marshall (Kimini), Gail Kobe (Jean Merrick), Henry Silva (dottor Ivor Merrick), Vantile Whitfield (Kimpu), Don Megowan (Rafelson)

## The Fire People
- Prima televisiva: 30 dicembre 1966
- Diretto da: Earl Bellamy
- Scritto da: Wells Root

### Trama
- Guest star: Mel Lettman (David), Francisco Reyguera (Exaam), Elsa Cárdenas (dottor Halverson), Morris Erby (Hamaar)

## Track of the Dinosaur
- Prima televisiva: 6 gennaio 1967
- Diretto da: Lawrence Dobkin
- Scritto da: Norman Lessing, Samuel Newman

### Trama
- Guest star: Lloyd Bochner (Bergstrom), Harry Lauter (Curt Grayson), Pippa Scott (Diana Grayson), Joel Fluellen (Quaranga)

## The Day the Earth Trembled
- Prima televisiva: 13 gennaio 1967
- Diretto da: Alex Nicol
- Scritto da: Carey Wilber

### Trama
- Guest star: Gene Evans (Thorne), John Anderson (Dolan), John Edwards (Chico), Jacques Aubuchon (Joppo), Susan Oliver (Peggy Dean), Vincent Arias (Pepito)

## Cap'n Jai
- Prima televisiva: 20 gennaio 1967
- Diretto da: Anton Leader
- Scritto da: James Bonnet, James Leighton

### Trama
- Guest star: Gregg Palmer (Cookie), Ben Wright (Hatcher), Chips Rafferty (Dutch), Russ McCubbin (Zato)

## A Pride of Assassins
- Prima televisiva: 27 gennaio 1967
- Diretto da: Harmon Jones
- Scritto da: Samuel Newman

### Trama
- Guest star: Roy Glenn (ufficiale), Jill Donohue (Diana Lawton), Michael Witney (Baeder), Victor French (Cotonasos), Gene Evans (Albers), Chuck Wood (spia)

## The Golden Runaway
- Prima televisiva: 3 febbraio 1967
- Diretto da: Lawrence Dobkin
- Scritto da: Carey Wilber

### Trama
- Guest star: Khalil Bezaleel (Chundra Lai), Stacy Harris (Henry Fitzroy), Gia Scala (Martha Tolboth), Sean McClory (Red McGeehan)

## Basil of the Bulge
- Prima televisiva: 10 febbraio 1967
- Diretto da: Alex Nicol
- Scritto da: Samuel Newman

### Trama
- Guest star: Howard Morton (Major), Lewis Martin (Commissioner West), Bernie Hamilton (Mwanza de Ludanzi), Jeff Burton (sergente Nasamgali), Warren Stevens (Roger Bradley), Maurice Evans (Sir Basil Bertram)

## Mask of Rona
- Prima televisiva: 17 febbraio 1967
- Diretto da: James Komack
- Scritto da: S. S. Schweitzer

### Trama
- Guest star: Jock Mahoney (Chambers), Leslie Parrish (Beryl Swann), Howard Morton (ufficiale distrettuale), Nancy Malone (Rona Swann), Martin Gabel (Peter Maas), Vantile Whitfield (capo)

## To Steal the Rising Sun
- Prima televisiva: 24 febbraio 1967
- Diretto da: William Witney
- Scritto da: Jackson Gillis

### Trama
- Guest star: Roy Glenn (Lukumba), James Earl Jones (Bella), John van Dreelen (Duprez), Victoria Shaw (Lita Mackenzie), Roberto Lehouse (uomo di medicina), Strother Martin (capitano Boggs)

## Jungle Dragnet
- Prima televisiva: 3 marzo 1967
- Diretto da: William Wiard
- Scritto da: Arnold Belgard

### Trama
- Guest star: Pedro Galvin (Mason), William Marshall (Kasembi), Victoria Paige Meyerink (Mandy), Simon Oakland (Thompson)

## The Perils of Charity Jones (1)
- Prima televisiva: 10 marzo 1967
- Diretto da: Alex Nicol
- Scritto da: Carey Wilber

### Trama
- Guest star: Michael Pate (Griggs), Abraham Sofaer (governatore), Julie Harris (Charity Jones), Edward Binns (Pedro), Gregory Acosta (scagnozzo), Bernie Hamilton (Shambu)

## The Perils of Charity Jones (2)
- Prima televisiva: 17 marzo 1967
- Diretto da: Alex Nicol
- Scritto da: Carey Wilber

### Trama
- Guest star: Edward Binns (Pedro), Gregory Acosta (scagnozzo), Woody Strode (Chaka), Julie Harris (Charity Jones), Bernie Hamilton (Shambu)

## The Circus
- Prima televisiva: 24 marzo 1967
- Diretto da: Harmon Jones
- Scritto da: Lawrence Dobkin

### Trama
- Guest star: Jack Elam (Bellak), Chips Rafferty (Dutch), Leo Gordon (Bull Thomas), Sally Kellerman (Ilona), Charles Lampkin (Motumba)

## The Ultimatum
- Prima televisiva: 31 marzo 1967
- Diretto da: Robert L. Friend
- Scritto da: James Menzies

### Trama
- Guest star: Bill Gunn (Metusa), Ralph Meeker (Karnak), Ruth Roman (Madeline Riker), Jeff Burton (sergente Luba), Henry Corden (Romo)

## Algie B for Brave
- Prima televisiva: 7 aprile 1967
- Diretto da: Alex Nicol
- Scritto da: Samuel Newman

### Trama
- Guest star: Arthur Franz (Dan Morrissey), Howard Morton (ufficiale dell'Intelligence), Lewis Martin (commissario West), Robert Brubaker (Conrad Vucola), Todd Garrett (Algie), Noah Keen (Ben Penner), Maurice Evans (Sir Basil Bertram)

## Man Killer
- Prima televisiva: 14 aprile 1967
- Diretto da: James Komack
- Scritto da: Carey Wilber

### Trama
- Guest star: Jeremy Slate (McGonigle), James Gregory (dottor David Rhys), Tammy Grimes (Polly Larkin), Lloyd Haynes (Tomba), Ben Wright (constable McFee)